# 院内道路
院内道路（いんないどうろ）は、秋田県湯沢市上院内から同市下院内に至る延長3.0キロメートル (km) の高速道路（国道13号の自動車専用道路）である。
東北中央自動車道に並行する一般国道の自動車専用道路として整備された。
高速道路ナンバリングによる路線番号は「E13」が割り振られている。
2023年11月30日より、湯沢横手道路と同じく「E13 東北中央自動車道」として案内表示がされている。

## 概要

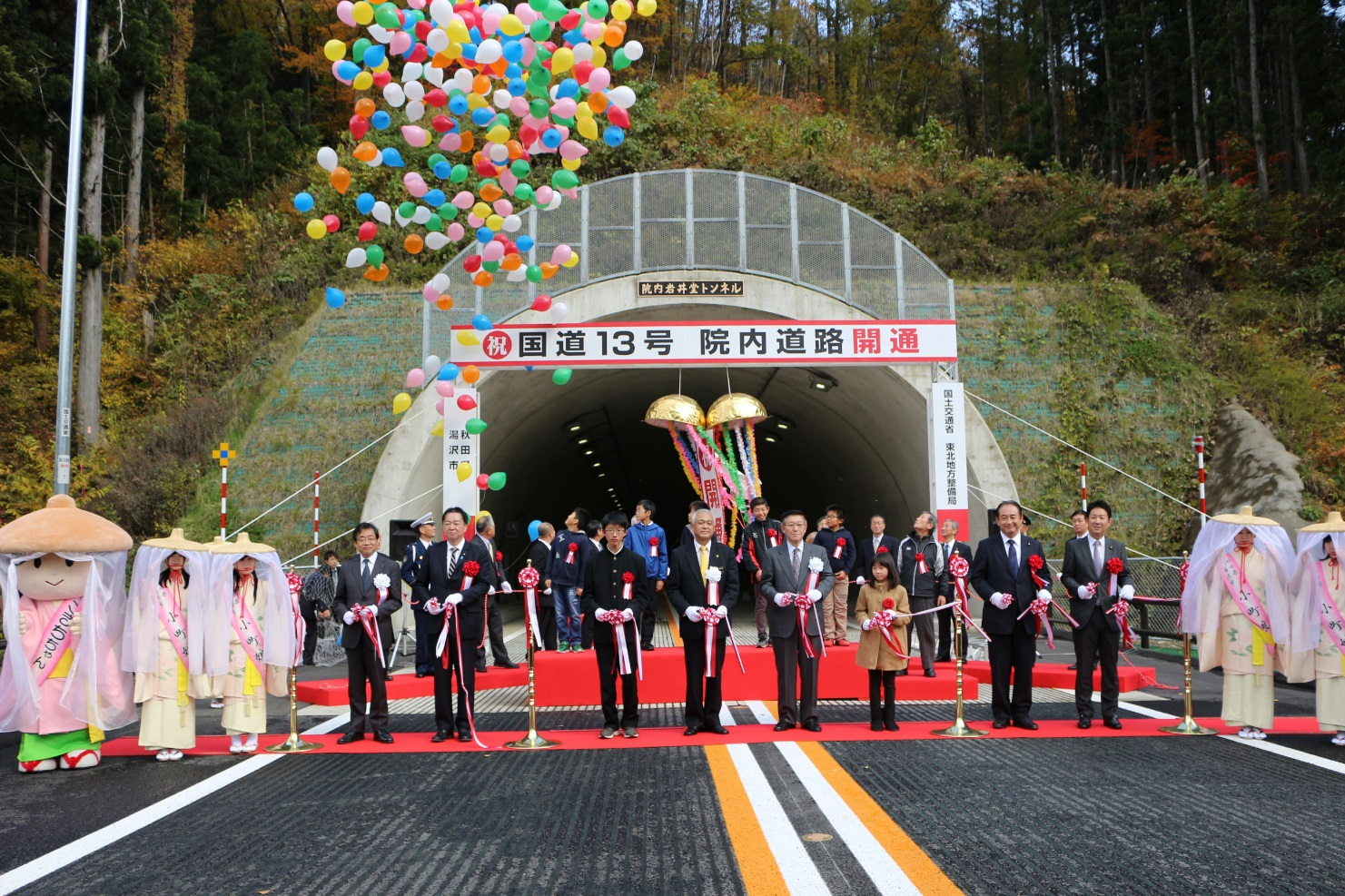
院内道路の開通式

- 起点 : 秋田県湯沢市上院内[3]
- 終点 : 秋田県湯沢市下院内[3]
- 全長 : 3.0 km[3]
- 道路規格 : 第1種3級[3]
- 設計速度 : 80 km/h[3]
- 道路幅員 : 12.0 m[3]
- 車線幅員 : 3.5 m[3]
- 車線数 : 完成2車線[4]

## インターチェンジ
- 全区間秋田県内に所在。
- IC番号欄の背景色が■である区間は既開通区間に存在する。
施設欄の背景色が■である区間は未開通区間または未供用施設に該当する。
ICの名称は仮称である。

| 施設名                       | 接続路線名                              | 福島 から (km) | 備考                                 | 所在地 | 所在地 |
| ---------------------------- | --------------------------------------- | -------------- | ------------------------------------ | ------ | ------ |
| E13 真室川雄勝道路（事業中） |                                         |                |                                      |        |        |
| 上院内IC                     | 国道13号                                |                | 横手IC方面仮出入口 山形JCT方面出入口 | 秋田県 | 湯沢市 |
| 下院内IC                     | 国道13号（横堀バイパス、国道108号重複） |                | 山形JCT方面仮出入口 横手IC方面出入口 | 秋田県 | 湯沢市 |
| E13 横堀道路（事業中）       |                                         |                |                                      |        |        |

## 主なトンネルと橋梁
- 括弧内の数字はおおよそである。
- 完成2車線なのでトンネルは上下線で1本。

| 区間                | 数 | 数 | 名称               | 長さ (m) | 備考 |
| ------------------- | -- | -- | ------------------ | -------- | ---- |
| 区間                | TN | BR | 名称               | 長さ (m) | 備考 |
| 上院内IC - 下院内IC | 2  | 3  | 新雄勝川橋         | 59.8     |      |
| 上院内IC - 下院内IC | 2  | 3  | 院内岩井堂トンネル | 1,585    |      |
| 上院内IC - 下院内IC | 2  | 3  | 院内小沢橋         | 29.6     |      |
| 上院内IC - 下院内IC | 2  | 3  | 湯ノ沢温泉大橋     | 179.0    |      |
| 上院内IC - 下院内IC | 2  | 3  | 獅鼻トンネル       | 1,098    |      |

## 沿革
- 2003年（平成15年）度 : 事業化[3]。

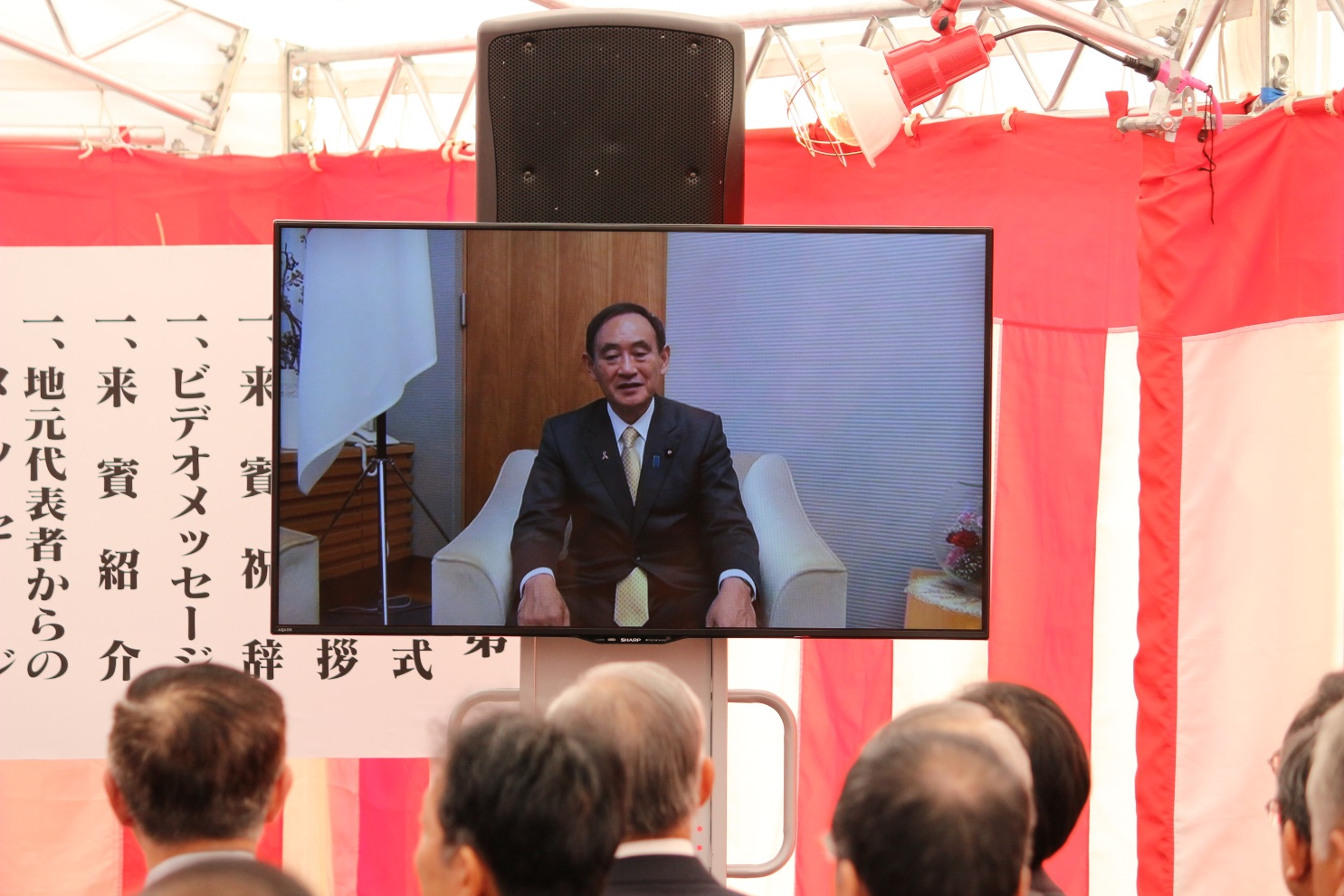
院内道路開通式にてビデオメッセージを贈る菅義偉

- 2007年（平成19年）度 : 用地着手および、工事着手[3]。
- 2016年（平成28年）
  - 2月10日 : 路線内の橋梁3橋とトンネル2本の名称が決定[7]。
  - 11月5日 : 開通[8]。